# John Roach
John Gipson Roach (Dallas, 26 marzo 1933 – 18 febbraio 2021) è stato un giocatore di football americano statunitense che ha giocato nel ruolo di quarterback nella National Football League (NFL). Fu scelto nel corso del terzo giro (31º assoluto) del Draft NFL 1956 dai Chicago Cardinals. Al college giocò a football alla Southern Methodist University.

## Carriera professionistica
Joach fu scelto nel corso del terzo giro del Draft 1956 dai Chicago Cardinals. Vi rimase fino al 1960 disputando 32 partite con un massimo di 1.423 yard passate e 23 touchdown nella stagione 1960, la prima della squadra dopo lo spostamento a St. Louis. L'anno successivo passò ai Green Bay Packers in cui vinse due campionati NFL come riserva di Bart Starr sotto la direzione del leggendario allenatore Vince Lombardi. Chiuse la carriera nel 1964 coi Dallas Cowboys.

## Palmarès

### Franchigia
2
Green Bay Packers: 1961, 1962

## Statistiche
| Yard passate  | 2.765 |
| Touchdown     | 24    |
| Intercetti    | 37    |
| Passer rating | 48,7  |